# 태국어
태국어(泰國語, 문화어: 타이어, 태국어: ภาษาไทย, 영어: Thai) 또는 중앙 태국어(태국어: ภาษาไทยกลาง, 영어: Central Thai) 또는 타이어는 크라다이어족 따이어파에 속하는 언어의 하나로, 태국의 다수 종족인 타이족(중앙 타이족)의 모어이자 태국의 유일한 공용어이다. 중앙 태국 지역의 태국인, 몬족, 라오 위앙족, 푸언족과 태국 전역의 대부분의 태국계 중국인 공동체에서 사용된다. 과거에는 시암어(영어: Siamese 민난어: 暹羅話, 라오어: ສະຫຍາມ, 힌디어: 네팔어: श्याम)로도 불렸다.
태국어는 태국에서 사용되는 60개 이상의 언어 중 가장 많이 사용되는 언어로, 모어 화자와 전체 화자 수 모두에서 가장 높은 비중을 차지한다. 어휘의 절반 이상은 팔리어, 산스크리트어, 몬어, 고대 크메르어에서 유래하거나 차용되었다. 태국어는 성조 언어이자 분석적 언어이며, 복잡한 정서법과 관계 표식 체계를 가지고 있다. 태국어는 연령, 성별, 계층, 공간적 거리, 도시/농촌 구분 등 표준 사회언어학적 요인에 따라 라오스어, 이산어 및 일부 타이어 방언들과 부분적으로 상호 이해가 가능하다. 이들 언어는 약간 다른 문자로 쓰이지만 언어적으로 유사하며 실질적으로 방언 연속체를 형성한다.
2024년 기준으로 태국 내에서 약 7천만 명이 태국어를 사용하고 있다. 특히 북부(란나)와 북동부(이산) 지역의 대부분의 태국인은 중앙 태국어와 해당 지역 방언을 모두 사용하는 이중 언어 화자이다. 이는 중앙 태국어가 텔레비전, 교육, 뉴스 보도 및 모든 형태의 매체에서 사용되는 언어이기 때문이다. 최근 연구에 따르면 북부 태국어(파사 므앙 또는 캄 므앙으로도 알려짐)의 화자는 크게 줄었으며, 현재 북부 태국 대부분의 사람들이 표준 태국어를 사용하고 있으며 “캄 므앙” 억양만 가미하여 말하는 경우가 많다. 표준 태국어는 대도시 주변 지역의 중앙 태국인과 소수 민족의 교육받은 계층의 언어 사용을 기반으로 한다.
중앙 태국어 외에도 태국에는 다른 관련 타이어들이 존재한다. 대부분의 언어학자들은 이러한 방언들을 관련성이 있지만 별개의 언어로 분류하지만, 원어민들은 이를 동일한 “태국어”의 지역적 변형 또는 방언으로 인식하거나 “다른 종류의 태국어”로 간주하는 경우가 많다. 태국 사회의 모든 측면에서 지배적인 언어로서 태국어는 아유타야 후기부터 점진적으로, 이후 광범위하게 소수 민족 집단 사이에서 제2언어로 채택되었다. 오늘날 소수 민족은 대부분 이중 언어 화자로서 자신들의 모어나 방언과 함께 태국어를 사용하는 경우가 일반적이다.
한국에서 태국어의 약칭은 태어(泰語)로, 한태사전 또는 태한사전 등의 두문 약칭에서 '태'로 쓰인다.

## 계통
|  | 캄티어   |
|  |          |
|  | 따이르어 |
|  |          |
|  | 샨어     |
|  |          |
|  | 기타     |
|  |          |

|           | 북부 태국어                                            |
|           |                                                        |
| Sukhothai | \| \| 태국어 \| \| \| \| \| \| 남부 태국어 \| \| \| \| |
|           | \| \| 태국어 \| \| \| \| \| \| 남부 태국어 \| \| \| \| |
|           | 태국어                                                 |
|           |                                                        |
|           | 남부 태국어                                            |
|           |                                                        |

|  | 태국어      |
|  |             |
|  | 남부 태국어 |
|  |             |

|  | 따이요어 (Tai Yo)             |
|  |                               |
|  | 푸타이어 (Phu Thai)           |
|  |                               |
|  | 라오어 (PDR Lao, 이산어 포함) |
|  |                               |

|  | 캄티어   |
|  |          |
|  | 따이르어 |
|  |          |
|  | 샨어     |
|  |          |
|  | 기타     |
|  |          |

|           | 북부 태국어                                            |
|           |                                                        |
| Sukhothai | \| \| 태국어 \| \| \| \| \| \| 남부 태국어 \| \| \| \| |
|           | \| \| 태국어 \| \| \| \| \| \| 남부 태국어 \| \| \| \| |
|           | 태국어                                                 |
|           |                                                        |
|           | 남부 태국어                                            |
|           |                                                        |

|  | 태국어      |
|  |             |
|  | 남부 태국어 |
|  |             |

|  | 따이요어 (Tai Yo)             |
|  |                               |
|  | 푸타이어 (Phu Thai)           |
|  |                               |
|  | 라오어 (PDR Lao, 이산어 포함) |
|  |                               |

|  | 캄티어   |
|  |          |
|  | 따이르어 |
|  |          |
|  | 샨어     |
|  |          |
|  | 기타     |
|  |          |

|           | 북부 태국어                                            |
|           |                                                        |
| Sukhothai | \| \| 태국어 \| \| \| \| \| \| 남부 태국어 \| \| \| \| |
|           | \| \| 태국어 \| \| \| \| \| \| 남부 태국어 \| \| \| \| |
|           | 태국어                                                 |
|           |                                                        |
|           | 남부 태국어                                            |
|           |                                                        |

|  | 태국어      |
|  |             |
|  | 남부 태국어 |
|  |             |

|  | 따이요어 (Tai Yo)             |
|  |                               |
|  | 푸타이어 (Phu Thai)           |
|  |                               |
|  | 라오어 (PDR Lao, 이산어 포함) |
|  |                               |

|  | 캄티어   |
|  |          |
|  | 따이르어 |
|  |          |
|  | 샨어     |
|  |          |
|  | 기타     |
|  |          |

|           | 북부 태국어                                            |
|           |                                                        |
| Sukhothai | \| \| 태국어 \| \| \| \| \| \| 남부 태국어 \| \| \| \| |
|           | \| \| 태국어 \| \| \| \| \| \| 남부 태국어 \| \| \| \| |
|           | 태국어                                                 |
|           |                                                        |
|           | 남부 태국어                                            |
|           |                                                        |

|  | 태국어      |
|  |             |
|  | 남부 태국어 |
|  |             |

|  | 따이요어 (Tai Yo)             |
|  |                               |
|  | 푸타이어 (Phu Thai)           |
|  |                               |
|  | 라오어 (PDR Lao, 이산어 포함) |
|  |                               |

|  | 캄티어   |
|  |          |
|  | 따이르어 |
|  |          |
|  | 샨어     |
|  |          |
|  | 기타     |
|  |          |

|           | 북부 태국어                                            |
|           |                                                        |
| Sukhothai | \| \| 태국어 \| \| \| \| \| \| 남부 태국어 \| \| \| \| |
|           | \| \| 태국어 \| \| \| \| \| \| 남부 태국어 \| \| \| \| |
|           | 태국어                                                 |
|           |                                                        |
|           | 남부 태국어                                            |
|           |                                                        |

|  | 태국어      |
|  |             |
|  | 남부 태국어 |
|  |             |

|  | 따이요어 (Tai Yo)             |
|  |                               |
|  | 푸타이어 (Phu Thai)           |
|  |                               |
|  | 라오어 (PDR Lao, 이산어 포함) |
|  |                               |

|  | 캄티어   |
|  |          |
|  | 따이르어 |
|  |          |
|  | 샨어     |
|  |          |
|  | 기타     |
|  |          |

|           | 북부 태국어                                            |
|           |                                                        |
| Sukhothai | \| \| 태국어 \| \| \| \| \| \| 남부 태국어 \| \| \| \| |
|           | \| \| 태국어 \| \| \| \| \| \| 남부 태국어 \| \| \| \| |
|           | 태국어                                                 |
|           |                                                        |
|           | 남부 태국어                                            |
|           |                                                        |

|  | 태국어      |
|  |             |
|  | 남부 태국어 |
|  |             |

|  | 따이요어 (Tai Yo)             |
|  |                               |
|  | 푸타이어 (Phu Thai)           |
|  |                               |
|  | 라오어 (PDR Lao, 이산어 포함) |
|  |                               |

|  | 캄티어   |
|  |          |
|  | 따이르어 |
|  |          |
|  | 샨어     |
|  |          |
|  | 기타     |
|  |          |

|           | 북부 태국어                                            |
|           |                                                        |
| Sukhothai | \| \| 태국어 \| \| \| \| \| \| 남부 태국어 \| \| \| \| |
|           | \| \| 태국어 \| \| \| \| \| \| 남부 태국어 \| \| \| \| |
|           | 태국어                                                 |
|           |                                                        |
|           | 남부 태국어                                            |
|           |                                                        |

|  | 태국어      |
|  |             |
|  | 남부 태국어 |
|  |             |

|  | 따이요어 (Tai Yo)             |
|  |                               |
|  | 푸타이어 (Phu Thai)           |
|  |                               |
|  | 라오어 (PDR Lao, 이산어 포함) |
|  |                               |

|  | 캄티어   |
|  |          |
|  | 따이르어 |
|  |          |
|  | 샨어     |
|  |          |
|  | 기타     |
|  |          |

|           | 북부 태국어                                            |
|           |                                                        |
| Sukhothai | \| \| 태국어 \| \| \| \| \| \| 남부 태국어 \| \| \| \| |
|           | \| \| 태국어 \| \| \| \| \| \| 남부 태국어 \| \| \| \| |
|           | 태국어                                                 |
|           |                                                        |
|           | 남부 태국어                                            |
|           |                                                        |

|  | 태국어      |
|  |             |
|  | 남부 태국어 |
|  |             |

|  | 따이요어 (Tai Yo)             |
|  |                               |
|  | 푸타이어 (Phu Thai)           |
|  |                               |
|  | 라오어 (PDR Lao, 이산어 포함) |
|  |                               |

따이까다이어족 따이어파 남서따이어군에 속하며 주요 언어 중에는 특히 라오어와 상호 소통이 가능할 정도로 가깝다.

### 방언
- 중원 태국어
  - 동부 태국어 (아유타야어 방언, 동부 방언, 톤부리 방언)
  - 서부 태국어 (수판부리 방언, 깐짜나부리 방언, 라용 방언)
- 화교 태국어 (끄룽텝 방언, 촌부리-뱉뢰 방언)
- 위 중부 태국어 (수코타이 방언, 핏사눌록 방언, 박남포 방언)
- 남서부 태국어 (랏차부리 방언, 펫차부리 방언)
- 코랏 방언

## 사용현황 및 방언
태국 외에 인근의 라오스 및 캄보디아에도 태국어 화자가 있다. 표준어는 수도인 방콕 및 그 인근의 중부 태국 방언을 기준으로 한다. 태국 내에는 따이어파에 속하여 태국어와 유사하지만 구분되는 많은 언어들이 있어서, 지방에서는 각각의 언어 또는 방언이 사용된다. 대표적으로 태국 동북부의 이산 지방은 라오스어에 가까운 이산 방언을 사용한다. 이들 중에는 따이 르, 따이 담 등 독자적인 문자를 사용하고 있는 언어도 있다. 관광지로 유명한 북부의 치앙마이는 북부 태국어권이며, 이싼 지방과 마찬가지로 라오스어에 가까운 특징을 보이고, 과거에는 지금은 쓰이지 않는 독자적 문자를 사용하였다. 방콕의 태국어와는 다른 독특한 표현들이 많다. 그러나, 수도권의 중앙 태국어의 강력한 보급과 TV 등의 매체를 통하여 중앙 태국어는 태국 전역에서 널리 통용되는 편이다.

## 음운
태국어의 음운체계는 독특하고 복잡하며, 다양한 음소와 성조체계를 가지고 있다. 음운을 구성하는 요소로는 자음, 모음 및 성조가 있다.
태국어의 자음은 유기음-무기음의 구별이 있다. 끝소리규칙은 올 수 있는 소리가 정해져 있는데, 무성파열음계열( -k -t -p)과 유성음계열(-n,m,ng)로 나뉜다. 이를 각각 폐음절(죽은 음절, 사음(dead syllable))과 개음절(살아있는 음절, 생음(live syllable))이라고 하여, 성조 판별시 중요한 기준이 된다.
주의할 점은 초성(첫소리)과 종성(끝소리)의 음이 전혀 다른 글자가 있는 점인데, 초성이 [y]인 ญ와 초성이 [l]인 ล은 끝소리가 [n]으로 난다. 따라서 서울을 태국어로 쓰면 '쏜'과 같이 ㄹ 받침소리는 모두 ㄴ으로 바뀌게 되며, 태국의 전 국왕인 푸미폰 야둔야뎃의 영문 표기인 Bhumibol도 '푸미볼'이 아니라 '푸미폰'으로 ㄴ 소리로 옮겨야 한다. 모음에는 일본어와 같이 장단의 구별이 있다. ('으'와 '어'의 중간 소리 등) 음절은 초성+중성+종성(+성조)가 한 음절을 이루며, 어두의 자음군은 일부 허용되나, 어말의 자음군은 허용되지 않는다.

### 자음
태국어의 자음 음소는 약 21개의 독립적인 음소가 존재한다. 그러나 이를 표기하기 위한  자음 문자는 총 44개가 있어, 같은 음소의 표기를 위해 여러개의 다른 문자가 존재할 수 있다. 자음은 음절의 처음(초성) 및 마지막(종성)에 올 수 있으며 초성의 경우 2중 자음이 존재한다.

#### 초성
표준 태국어의 음운 중 파열음과 마찰음의 발음 시작을 유성음, 유기음 및 무기음의 세 가지로 구분한다.
한국어의 /ㅂ/ /ㅍ/ /ㅃ/와 유사하게 태국어에서는 유성음 /b/, 무성 유기음 /pʰ/ 과 더불어 무성 무기음 /p/ 를 별도로 구분한다. (영어에서는 무성 무기음은 /s/ 뒤에 "spin"의 p 발음처럼 /pʰ/ 의 다른음으로 취급하나) 치경음 쪽에서도  /d/, /t/, /tʰ/는 태국어로 별도로 구분된다. 연구개음 쪽에서는 /k/ /kʰ/ 발음이, 경구개음 쪽에서는 /tɕ/, /tɕʰ/ 발음이 있으나, 유성음 /ɡ/ /dʑ/ 는 없다. (단 외국어에서 차용된 단어 중 /ɡ/ /d͡ʒ/ 발음이 사용되기도 한다)
다음 표는 태국어의 자음의 분포를 나타내는데, 각 칸의 윗줄은 국제 음성 기호 (IPA)에 따른 발음, 아랫줄은 초성의 태국 문자를 나타낸다. 여러 문자가 동일한 발음을 가지고 있는 특징에 유의하자. 이 경우 특정 문자가 그 발음의 "대표" 역할을 할 수 있으며, 외래어 등의 표기에서 대표 문자가 우선적으로 사용되는 경향이 있다. ("n"의 경우 น, "s"의 경우 ส ) ห는 기본적으로 한국어의 "ㅎ"에 해당하나, 특정 성조 변경을 표기하는데도 사용된다(저자음의 고자음화). อ는 초성의 경우 한국어의 'ㅇ'과 유사하게 묵음을 나타내는 표기, 혹은 성문 파열음의 표기이나, 성조 변경(중자음화) 또는 모음 표기에 이용되기도 한다.
|               |            | 순음         | 치음/치경음           | (치경구개음)경구개음 | 연구개음           | 성문음   |
| ------------- | ---------- | ------------ | --------------------- | -------------------- | ------------------ | -------- |
| 비음          | 비음       | /m/ ม        | /n/ ณ, น              |                      | /ŋ/ ง              |          |
| 파열음/파찰음 | 유성음     | /b/ บ        | /d/ ฎ, ด              |                      |                    |          |
| 파열음/파찰음 | 무기음     | /p/ ป        | /t/ ฏ, ต              | /tɕ/ จ               | /k/ ก              | /ʔ/ อ    |
| 파열음/파찰음 | 유기음     | /pʰ/ ผ, พ, ภ | /tʰ/ ฐ, ฑ, ฒ, ถ, ท, ธ | /tɕʰ/ ฉ, ช, ฌ        | /kʰ/ ข, ฃ, ค, ฅ, ฆ |          |
| 마찰음        | 마찰음     | /f/ ฝ, ฟ     | /s/ ซ, ศ, ษ, ส        |                      |                    | /h/ ห, ฮ |
| 접근음        | 접근음     | /w/ ว        | /l/ ล, ฬ              | /j/ ญ, ย             |                    |          |
| R음 / 유음    | R음 / 유음 |              | /r/ ร                 |                      |                    |          |

#### 종자음(종성)
태국어 자음 문자 총 44개는 초성의 경우 21개의 음운을 표기하지만, 종자음의 경우 사용되는 자음의 수가 제한되며, 총 8개의 종성 음운을 표기할 수 있다. 8개의 음운은 /m/ /n/ /ŋ/ 에 /w/ /j/, 폐음절의 끝에 오는 /p/ /t/ /k/ 이 있으며, 이 외에 무성 (마트라 mātrā (มาตรา),/ʔ/)도 종성의 일종으로 취급하기도 한다. 태국어의 종성은 종성의 발음이 완전히 발음되지 않고 멈추는 불파 종성이다. /p/ /t/ /k/의 발음은  [p̚] [t̚] [k̚] 로 발음된다.
자음 문자 중 더 이상 쓰이지 않는 ฃ와 ฅ를 제외한 여섯 글자(ฉ ผ ฝ ห อ ฮ)는 종성에서 쓸 수 없으며, 나머지 36개는 다음과 같이 분류된다.
|        | 순음              | 치경음                                                | 경구개음 | 연구개음       | 성문음 |
| ------ | ----------------- | ----------------------------------------------------- | -------- | -------------- | ------ |
| 비음   | /m/ ม             | /n/ ญ, ณ, น, ร, ล, ฬ                                  |          | /ŋ/ ง          |        |
| 파열음 | /p/ บ, ป, พ, ฟ, ภ | /t/ จ, ช, ซ, ฌ, ฎ, ฏ, ฐ, ฑ, ฒ, ด, ต, ถ, ท, ธ, ศ, ษ, ส |          | /k/ ก, ข, ค, ฆ | /ʔ/    |
| 접근음 | /w/ ว             |                                                       | /j/ ย    |                |        |

#### 자모음군
태국어에서는 단어의 각 음절이 독립적으로 발음되므로, 인접 음절의 자음이 한 묶음으로 발음되는 연음 등의 징후는 나타나지 않는다. 태국어의 음절 구조의 특징적인 음운론적 패턴으로는 동음절내 자음군과 모음군이 있다. 외국어에서 차용된 언어를 제외한 순수 태국어 단어에는 두 자음으로 구성된 자음군만이 나타나며, 그 조합은 11가지가 있다.
- /kr/ (กร), /kl/ (กล), /kw/ (กว)
- /kʰr/ (ขร, คร), /kʰl/ (ขล, คล), /kʰw/ (ขว, คว)
- /pr/ (ปร), /pl/ (ปล)
- /pʰr/ (พร), /pʰl/ (ผล, พล)
- /tr/ (ตร)

이 외에 외국어에서 차용된 말에 포함되는 특정 자음군이 있다. 예를 들어 산스크리트어 indrā 에서 유래한 อินทรา /ʔīn.tʰrāː/ 의 /tʰr/ (ทร)나, 영어 free에서 온 ฟรี (/frīː/))의  /fr/ (ฟร) 같은 것이 있다. 이들 자음군은 보통 /r/ /l/, 또는 /w/ 와 함께 초성에서만 발생한다. 한번에 세개 이상의 자음이 오는 일은 없다. 또한, 특정 자음군에서는 ก가 "g"로, ป가 "b"로 바뀌어 유기음 종성과 구분되는 경우도 있다. 자음군이 종성 위치에 있을 때는 한 자음만 발음하고 나머지는 묵음으로 처리된다.

### 모음
태국어의 기본 모음은 다음 표와 같다. 각 칸의 윗줄은 국제 음성 기호로 표기한 발음기호이고 아랫줄은 태국 문자의 철자를 나타낸다. 대시(-)는 모음이 발음되기 전의 자음의 위치를 나타내며, 모음 뒤에 오는 대시는 종성의 자음이 뒤에 옴을 나타낸다.
|        | 전설모음    | 전설모음 | 중설모음   | 중설모음 | 후설모음   | 후설모음 |
| 단모음 | 장모음      | 단모음   | 장모음     | 단모음   | 장모음     |          |
| ------ | ----------- | -------- | ---------- | -------- | ---------- | -------- |
| 고모음 | /i/ -ิ       | /iː/ -ี   | /ɯ/ -ึ      | /ɯː/ -ื-  | /u/ -ุ      | /uː/ -ู   |
| 중모음 | /e/ เ-ะ, เ็- | /eː/ เ-  | /ɤ/ เ-อะ   | /ɤː/ เ-อ | /o/ โ-ะ, - | /oː/ โ-  |
| 저모음 | /ɛ/ แ-ะ, แ็- | /ɛː/ แ-  | /a/ -ะ, -ั- | /aː/ -า  | /ɔ/ เ-าะ   | /ɔː/ -อ  |

태국어의 단모음Tingsabadh & Abramson (1993)

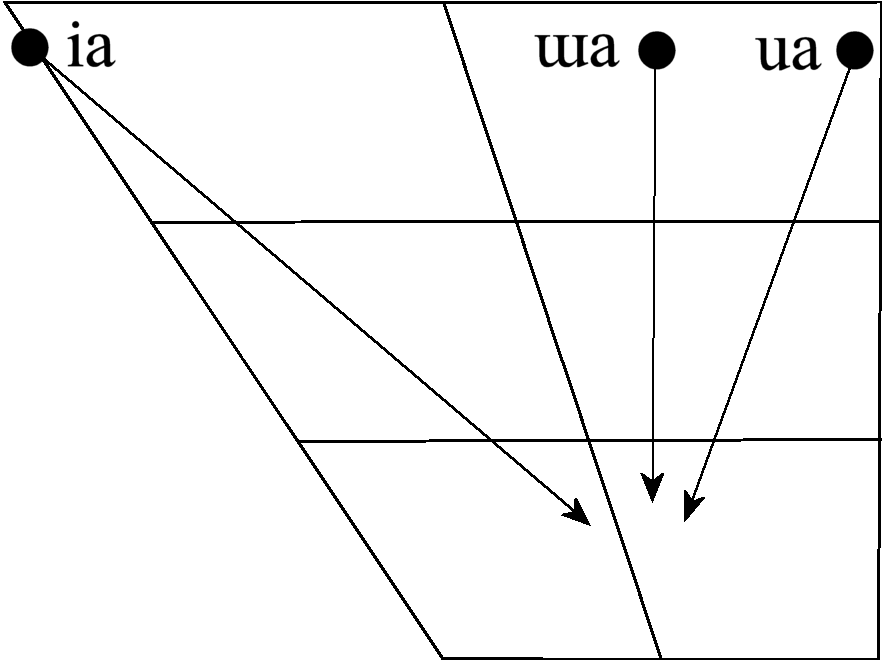
태국어의 이중모음Tingsabadh & Abramson (1993)

각 모음의 길이는 장모음과 단모음의 쌍으로 구성된다. 태국어에서는 장모음과 단모음은 서로 다른 문자로 표기되는 별도의 음소이다.
| 장모음   | 장모음 | 장모음 | 장모음   | 장모음     | 단모음   | 단모음 | 단모음 | 단모음 | 단모음             |
| 태국문자 | IPA    | 예     | 예       | 예         | 태국문자 | IPA    | 예     | 예     | 예                 |
| -------- | ------ | ------ | -------- | ---------- | -------- | ------ | ------ | ------ | ------------------ |
| –า       | /aː/   | ฝาน    | /fǎːn/   | 썰다       | –ะ, -ั-   | /a/    | ฝัน     | /fǎn/  | 꿈꾸다             |
| –ี        | /iː/   | กรีด    | /krìːt/  | 자르다     | –ิ        | /i/    | กริช    | /krìt/ | '크리스'           |
| –ู        | /uː/   | สูด     | /sùːt/   | 숨들이키다 | –ุ        | /u/    | สุด     | /sùt/  | 다하다, 말단       |
| เ–       | /eː/   | เอน    | /ʔēːn/   | 기울다     | เ–ะ, เ็-  | /e/    | เอ็น    | /ʔēn/  | 힘줄,인대          |
| แ–       | /ɛː/   | แพ้     | /pʰɛ́ː/   | 패하다     | แ–ะ      | /ɛ/    | แพะ    | /pʰɛ́ʔ/ | 산양               |
| –ื-       | /ɯː/   | คลื่น    | /kʰlɯ̂ːn/ | 파도       | –ึ        | /ɯ/    | ขึ้น     | /kʰɯ̂n/ | 오르다             |
| เ–อ      | /ɤː/   | เดิน    | /dɤ̄ːn/   | 걷다       | เ–อะ     | /ɤ/    | เงิน    | /ŋɤ̄n/  | 돈,은              |
| โ–       | /oː/   | โค่น    | /kʰôːn/  | 쓰러지다   | โ–ะ      | /o/    | ข้น     | /kʰôn/ | 진해지다, 응결되다 |
| –อ       | /ɔː/   | กลอง   | /klɔ̄ːŋ/  | 장고,북    | เ–าะ     | /ɔ/    | กล่อง   | /klɔ̀ŋ/ | 상자, 갑           |

태국어의 이중모음은 다음과 같다(*표가 표시된 모음은 성조 판별때 장음으로 분류된다).
| 장모음   | 장모음 | 단모음            | 단모음 |
| 태국문자 | IPA    | 태국문자          | IPA    |
| -------- | ------ | ----------------- | ------ |
| –าย      | /aːj/  | ไ–*, ใ–*, ไ–ย, -ัย | /aj/   |
| –าว      | /aːw/  | เ–า*              | /aw/   |
| เ–ีย      | /ia/   | เ–ียะ              | /iaʔ/  |
| –        | –      | –ิว                | /iw/   |
| –ัว       | /ua/   | –ัวะ               | /uaʔ/  |
| –ูย       | /uːj/  | –ุย                | /uj/   |
| เ–ว      | /eːw/  | เ–็ว               | /ew/   |
| แ–ว      | /ɛːw/  | –                 | –      |
| เ–ือ      | /ɯa/   | เ–ือะ              | /ɯaʔ/  |
| เ–ย      | /ɤːj/  | –                 | –      |
| –อย      | /ɔːj/  | –                 | –      |
| โ–ย      | /oːj/  | –                 | –      |

태국어의 삼중모음은 다음 세가지가 있다(*표가 표시된 모음은 성조 판별때 장음으로 분류된다).
| 태국문자 | IPA   |
| -------- | ----- |
| เ–ียว*    | /iaw/ |
| –วย*     | /uaj/ |
| เ–ือย*    | /ɯaj/ |

### 성조
태국어의 성조에는 다음 다섯가지가 있다.
1. 평성(เสียงสามัญ 시앙 사-만[*], 직역: 보통음) aː [33]
2. 저성(เสียงเอก 시앙 엑[*], 낮은 음, 직역:1성) àː [21]
3. 하성(เสียงโท 시앙 토-[*], 평성보다 조금 높은 위치에서 하강하는 음, 직역:2성) âː [41]
4. 고성(เสียงตรี 시앙 뜨리[*], 평성보다 조금 높은 음에서 시작하여 보다 약간 높아지는 음, 직역:3성) áː [45]
5. 상성(เสียงจัตวา 시앙 찻따와-[*], 저성의 위치에서 높아지는 음, 직역:4성) ǎː [214]

이전 참고 문헌에서는 각각 직근음(rectus), 중근음(gravis), 곡절음(circumflexus), 고음(altus), 데미수스(demissus) 로 언급되기도 한다.
태국어의 성조는, 성조부호를 사용거나(유형성조) 성조표시 없이 자음 및 모음의 종류, 음절의 종류에 따라 결정되는데(무형성조), 유형성조는 스페인어의 악센트부호와 같이 무형성조의 유형을 판별하는 규칙에서 벗어난 단어에만 표시해준다.
다음 표는 IPA로 표기한 성조의 음소와 실제 음성의 예를 보여준다.

태국어 음조 차트

- 전통적으로 고성은 [44] 또는 [45]로 표기되었으며, 현재도 노년층에서는 이렇게 관측되나 젊은층에서는 [334]로 바뀌고 있다.
- 음색 값의 통시적 변화에 대해서는 Pittayaporn(2007)을 참조.
- 완전한 성조는 개음절, 장모음이나 공명음(/m/, /n/, /ŋ/, /j/, /w/의 종성으로 끝나는 음절에서 두드러진다.
- 폐음절, 즉 파열음(/p/, /t/, /k/ 종성으로 끝나는 음절 또는 단모음으로 끝나며 종성이 없는 음절은 저성, 고성 및 하성의 구분이 가능하다. 단모음으로 끝나는 음절일 경우 마지막에 성문 파열음이 있을 수 있으므로(특히 느린 말투에서) 모든 폐음절은 음성학적으로 입성이 되며 성조의 수가 제한된다.

#### 개음절
| 성조 | 예 | 음소   | 음성                    | 의미                       |
| ---- | -- | ------ | ----------------------- | -------------------------- |
| 평성 | คา | /kʰāː/ | [kʰäː˧]                 | 형틀, 걸리다               |
| 저성 | ข่า | /kʰàː/ | [kʰäː˨˩] 또는 [kʰäː˩]   | '카'족(소수민족), 방동사니 |
| 하성 | ค่า | /kʰâː/ | [kʰäː˦˩]                | 가치                       |
| 고성 | ค้า | /kʰáː/ | [kʰäː˦˥] 또는 [kʰäː˥]   | 장사하다                   |
| 상성 | ขา | /kʰǎː/ | [kʰäː˨˩˦] 또는 [kʰäː˨˦] | 다리                       |

#### 폐음절
| 음정         | 예   | 음소   | 음성     | 의미                       |
| ------------ | ---- | ------ | -------- | -------------------------- |
| 저성(단모음) | หมัก  | /màk/  | [mäk̚˨˩]  | 담가두다, 발효시키다       |
| 저성(장모음) | หมาก | /màːk/ | [mäːk̚˨˩] | 빈랑나무, 구장, 장기말, 알 |
| 상성         | มัก   | /mák/  | [mäk̚˦˥]  | 좋아하다, 빈번히           |
| 하성         | มาก  | /mâːk/ | [mäːk̚˦˩] | 많다, 풍부하다             |

일부 외래어 유래의 차용어에서는 장모음이 억제음으로 끝나는 폐음절은 고성이 되고, 단모음이 억제음으로 끝나는 폐음절은 하성이 된다.
| 음정 | 예     | 음소       | 음성           | 의미              |
| ---- | ------ | ---------- | -------------- | ----------------- |
| 고성 | มาร์ก   | /máːk/     | [mäːk̚˦˥]       | 마크(Mark)        |
| 고성 | ชาร์จ   | /tɕʰáːt/   | [tɕʰäːt̚˦˥]     | 차지(charge)      |
| 하성 | เมกอัป  | /méːk.ʔâp/ | [meːk̚˦˥.ʔäp̚˦˩] | 메이크업(make up) |
| 하성 | แร็กเกต | /rɛ́k.kêt/  | [rɛk̚˦˥.ket̚˦˩]  | 라켓(racket)      |

## 어휘
태국어의 어휘는 고유어, 팔리어, 산스크리트어 계통의 외래어, 크메르어로부터의 외래어, 및 근래의 서양어(주로 영어)계통의 외래어로 나눌 수 있다. 태국어 고유어 어휘는 단음절로 이루어져 있으며, 일상적으로 사용되는 기본어휘에 많다.

### 범어 및 팔리어계
팔리어, 산스크리트어 계열의 어휘는 한국어에서 한자어가 차지하는 위상과 비슷한데, 불교를 받아들이면서 흡수한 고급 어휘 및 일상 어휘가 많다. 언어를 뜻하는 ภาษา 파사[*] 역시 산스크리트어 भाषा 브하사에서 유래한 것.
팔리어, 산스크리트어 계통의 어휘는 같은 발음이라도 사용되는 글자가 달라서 어원을 구분할 수 있다. 합성어에서도 양 언어에서 유래된 어휘는 태국 고유어와는 달리 싸맛(สมาส)이라고 부르는 합성어형성법 규칙의 적용을 받으며, 문법도 팔리어, 산스크리트어 어법에 따라 결합한다.(즉,영어에서 라틴어 유래의 일부 어휘가 복수형에서 -s의 형태를 취하지 않는 것과 비슷하다)

### 크메르어계
크메르어계의 어휘는 주로 궁중 용어에 많다.

### 중국어계
ม้า(마, 말)나 ช้าง(창, 코끼리) 같이 馬, 象 등의 중국어계 어휘가 다소 존재하고 있기에 초기에는 태국어가 중국티베트어족에 속한 것으로 인식되기도 하였으나, 이는 오래전에 받아들인 차용어임이 드러났다.

### 영어계
근래에는 영어를 중심으로 한 서양어 어휘를 다수 받아들이고 있다. 그러나, 태국어의음운규칙에 맞추어 그 음이 변화하기 때문에, 원어와 상당히 차이를 보이는 경우가 많다.

## 문법
태국어는 영어나 중국어와 마찬가지로 SVO(주어-술어-목적어)어순의 언어로서, 동사 및 명사의 곡용이 이루어지지 않는 고립어이며, 언어유형론의 관점에서 분석어로 분류할 수 있다. 주어는 종종 생략된다. 관사나 문법적 성은 없고, 수식어가 피수식어의 뒤에 위치한다.
단복구분 역시 따로 표시하지 않으며, 명사를 반복하는 첩어를 통해 복수를 나타내는 경우도 있는데, 이는 남도어족 제어의 특성과 비슷하다. 단, 말레이어처럼 실제로 명사를 반복해 표기하는 것이 아니라 일종의 도돌이표 글자라 할 수 있는 ๆ(마이야목)를 붙인다. 예를 들어 ช้างๆ이라 쓰면 '창창'이라 읽으며 '코끼리 여러 마리'란 뜻.
태국어의 대명사는 말하는 사람(화자)과 듣는 사람(청자)의 성별 및 상대적 지위에 따라 선택된다.

### 형용사와 부사
태국어의 부사와 형용사 사이에는 형태가 구별되지 않는다. 형용사로 사용되는 많은 단어들이 부사로도 사용될 수 있으며 그 역 또한 가능하다. 형용사 및 부사는 명사, 동사 또는 다른 형용사나 부사를 뒤에서 수식한다.
- คน อ้วน

khon uan 콘 완
/kʰōn ʔûa̯n/
살찐 사람
- คน ที่ อ้วน เร็ว

khon thi uan reo 콘 티- 완 레오
/kʰōn tʰîː ʔûa̯n rēw/
빠르게 살찐 사람
비교급의 표현은 "A X กว่า ( kwa 콰-, /kwàː/ ) B" (A는 B보다 더 X하다) 형태로, 최상급은 "A X ที่สุด (thi sut 티 숫, /tʰîː sùt/ )"(A는 가장 X하다) 형태로 표현한다.
- เขา อ้วน กว่า ฉัน

khao uan kwa chan 카오 완 콰- 찬
/kʰǎw ʔûa̯n kwàː tɕʰǎn/
그는 나보다 더 살쪘다
- เขา อ้วน ที่สุด

{{lang|th-latn|khao uan {thi sut|카오 완 티숫}
/kʰǎw ʔûa̯n tʰîː sùt/
그는 가장 살이 쪘다.
태국어의 형용사는 동사와 마찬가지로 술어로 사용가능하다. 따라서 동사의 시제를 나타내는 데 사용되는 많은 단어(동사: 시제 절을 참조)가 형용사에도 사용될 수 있다.
- ฉัน หิว chan hio[*]

/tɕʰǎn hǐw/
나는 배 고프다
- ฉัน จะ หิว

chan cha hio
/tɕʰǎn tɕàʔ hǐw/
나는 배 고플 것이다
- ฉัน กำลัง หิว

chan kamlang hio
/tɕʰǎn kām.lāŋ hǐw/
나는 지금 배가 고프다
- ฉัน หิว แล้ว

chan hio laeo
/tɕʰǎn hǐw lɛ́ːw/
나는 이미 배 고프다
※ 비고: ฉันหิวแล้ว는 '지금 배가 고프다'는 뜻이다. 보통은 แล้ว (레-우 /lɛ́ːw/)는 상태의 변화를 표시하나, 그 외에도 다양한 용도로 쓰인다. 예를 들어, 문장에서 แล้วเธอจะไปไหน (레-우 트- 차 파이 나이 /lɛ́ːw tʰɤ̄ː tɕàʔ pāj nǎj/ ) (그래서 당신은 어디로 가시나요?)에서 แล้ว 는 담화 지시사로 사용된다.

### 동사
태국어의 동사는 굴절어에서처럼 변화(곡용)하지 않는다. 인칭, 시제, 태(능동 또는 수동), 또는 수(단수 또는 복수)에 따른 변화는 없으며 분사도 없다. 태국어는 격을 구분하지 않으며, 주어, 직접 목적어, 간접 목적어 간의 관계는 문장 내의 어순과 보조 동사를 통해 맺어진다. 타동사는 SVO(주어-동사-목적어) 패턴을 따른다.
- ฉัน ตี เขา

chan ti khao 찬 띠 카오
/tɕʰǎn tīː kʰǎw/
(1인칭 단수 여성) 때리다 (3인칭 단수)
나는 그를 때리다
- เขา ตี ฉัน

khao ti chan 카오 띠 찬
/kʰǎw tīː tɕʰǎn/
(3인칭 단수) 때리다 (1인창 단수 여성)
그는 나를 때리다
시제, 상(aspect), 법(mood)을 표현하기 위해 태국어 동사 체계는 보조 동사와 동사 직렬화를 사용한다. 그러나 TAM 표기가 의무적인 것은 아니며 구어체 사용에서는 종종 생략된다.이러한 경우에 문장의 정확한 의미는 맥락을 통해 결정된다. 따라서 TAM 표기 및 명확한 맥락이 모두 생략된 문장은 모호하고 다양하게 해석될 여지가 있다.
- ฉัน กิน ที่ นั่น

chan kin thi nan 찬 낀 티- 난
/tɕʰǎn kīn tʰîː nân/
나는 거기서 먹는다
- ฉัน กิน ที่ นั่น เมื่อวาน

chan kin thi nan mueawan 찬 낀 티 난 므아완
/tɕʰǎn kīn tʰîː nân mɯ̂a̯.wāːn/
나는 어제 거기서 먹었다
- ฉัน จะ กิน ที่ นั่น พรุ่งนี้

chan cha kin thi nan phrungni 찬 짜 낀 티 난 프룽니-
/tɕʰǎn tɕàʔ kīn thîː nân pʰrûŋ.níː/
나는 내일 거기서 먹을 것이다.
첫번째 ฉันกินที่นั่น 문장은 '나는 그곳에서 식사를 한다', '나는 자주(습관적으로) 그곳에서 식사를 한다', '나는 그곳에서 식사를 할 것이다' 또는 '나는 그곳에서 식사를 했다'로 해석될 수 있다. 태국어의 상 표기는 사용 방식에 따라 4가지 그룹으로 구분된다. 상의 표기는 동사의 앞이나 뒤에 나타난다. 다음 목록에서 가장 일반적으로 사용되는 몇 가지 상 표기를 소개한다. 이들 중 일부는 그 자체로 완전한 동사이기도 하며 고유한 의미를 갖는다. 예를 들어 อยู่ (yu 유-)는 동사로는 '머물다, 살다, 또는 남아 있다'는 뜻이나, 보조적으로는 일시적 상 또는 지속 표기로 설명될 수 있다.
- 불완료(imperfect)
  - อยู่ yu 유- /jùː/
  - ไป pai 파이 /pāj/
  - ยัง yang 양 /jāŋ/
  - กำลัง kamlang 깜랑 /kām.lāŋ/
  - เคย khoey 꺼-이 /kʰɤ̄ːj/
- 완료(perfect)
  - ได้ dai 다-이 /dâːj/
  - แล้ว laeo 래-오 /lɛ́ːw/
  - มา ma 마- /māː/
- 전망 / 미래형
  - จะ cha 짜 /tɕàʔ/

불완료상을 표기하는 กำลัง (kamlang 깜랑, /kām lāŋ/, 현재)는 동사 앞에 사용되어 진행 중인 동작을 나타낸다(-고 있다, 영어의 -ing 접미사와 유사). 일반적으로 진행상(progressive aspect) 표기로 해석된다. อยู่ (유- yu, /jùː/ )또한 진행성 및 일시성을 부여하며, 동사 뒤에 온다.
- เขา กำลัง วิ่ง

khao kamlang wing
/kʰǎw kām.lāŋ wîŋ/
- เขา วิ่ง อยู่

khao wing yu
/kʰǎw wîŋ jùː/
- เขา กำลัง วิ่ง อยู่

khao kamlang wing yu
/kʰǎw kām.lāŋ wîŋ jùː/
그는 달리고 있다.
이에 반해  ยัง (yang 양, /jāŋ/, 아직)은 완료되지 않은 동작에서 사용되며 일반적으로 구문에서  อยู่ (yu)와 동격, 또는 일반적으로 두번째 마커로 사용된다.
- เขา ยัง เขียน อยู่

khao yang khian yu
/kʰǎw jāŋ kʰǐa̯n jùː/
그는 아직도 달리고 있다.
ได้ (dai 다-이, /dâːj/ )는 동사 앞에 쓰이면 일반적으로 과거 시제 표현이다. 단독으로 쓰일때 ได้ 는 '얻다/받다'의 뜻이나, 동사 뒤에 쓰일 경우 대상 동사가 잠재적임을, 혹은 동사의 결과가 성공적임을 가리킨다.
- เขา ได้ ไป เที่ยว เมือง ลาว

khao dai pai thiao mueang lao
/kʰǎw dâːj pāj tʰîa̯w mɯ̄aŋ lāːw/
그는 라오스를 들렀다. (과거/완료)
- เขา ตี ได้

khao ti dai
/kʰǎw tīː dâːj/
그는 쳐도 된다/되었다. 혹은 그는 칠 수 있(었)다 (잠재적)
แล้ว (laeo 래-우, /lɛ́ːw/; 이미)는 완료형을 가리키는 표현으로, 그 시점에서 해당 동사의 상황이 완료되었음을 가리킨다. . แล้ว 는 시제 표현 외에 다른 뜻으로, 연속적인 행동의 접속법, 또는 '“끝나다, 마치다” 의 뜻을 가진 고풍의 단어이기도 하다.
- เขา ได้ กิน

khao dai kin
/kʰǎw dâːj kīn/
(3인칭) 과거 먹다
그는 먹었다(과거)
- เขา กิน แล้ว

khao kin laeo
/kʰǎw kīn lɛ́ːw/
(3인칭) 먹다 완료
그는 다 먹었다(완료)
- เขา ได้ กิน แล้ว

khao dai kin laeo
/kʰǎw dâːj kīn lɛ́ːw/
(3인칭) 과거 먹다 완료
그는 이미 다 먹었다(과거, 완료)
미래시제는 동사 앞에 จะ (cha 짜, /tɕàʔ/)를 붙여서 나타내거나, 미래를 나타내는 시간 표현을 곁들어 표현한다. 예를 들어:
- เขา จะ วิ่ง

khao cha wing
/kʰǎw tɕàʔ wîŋ/
(3인칭 단수) 미래 뛰다
그는 뛸 것이다/그는 뛰려 한다
여격을 표기하는 ให้ (hai 하이, /hâj/ '주다')는 종종 문장에서 전치사 또는 이중 목적어로 사용된다.
- เขา อ่าน หนังสือ ให้

khao an {nangsue} hai
/kʰǎw ʔàːn nǎŋ.sɯ̌ː hâj/
(3인칭 단수) 읽다 책 여격
그는 (우리에게) 책을 읽어준다
- เขา ให้ อ่าน หนังสือ

khao hai an {nangsue}
/kʰǎw hâj ʔàːn nǎŋ.sɯ̌ː/
(3인칭 단수) 여격 읽다 책
그는 (우리를) 책을 읽도록 시킨다
- เขา ให้ หนังสือ นักเรียน

khao hai {nangsue} {nak rian}
/kʰǎw hâj nǎŋ.sɯ̌ː nák ria̯n/
(3인칭 단수) 여격 책 학생
그는 학생에게 책을 준다
수동태는 동사 앞에 ถูก (툭 thuk, /tʰùːk/ )를 삽입하여 표시한다. 예를 들어:
- เขา ถูก ตี

khao thuk ti
/kʰǎw tʰùːk tīː/
(3인칭 단수) 수동 치다
그는 맞는다 (이는 동사의 대상이 통제할 수 없는 행동을 설명하며, 따라서 고통(당함)의 의미를 전달한다)
동사의 부정은 동사 앞에 ไม่ (mai 마이, /mâj/)를 붙여 표기한다.
เขาไม่ตี
khao mai ti 카오 마이 띠-
그는 안 친다 (그는 치지 않는다)
태국어는 동사가 연속적으로 연결되는 직렬 동사 구조를 취한다. 일부 단어 조합은 자주 사용되어서 숙어 형태로 간주될 수 있다.
- เขา ไป กิน ข้าว

khao pai kin khao
/kʰǎw pāj kīn kʰâːw/
(3인칭 단수) 가다 먹다 쌀
그는 밥 먹으러 나갔다
- ฉัน ฟัง ไม่ เข้าใจ

chan fang mai {khao chai}
/tɕʰǎn fāŋ mâj kʰâw tɕāj/
(1인칭 단수 남성) 듣다 부정 이해하다
나는 듣고도 모르겠다
- เข้า มา

khao ma
/kʰâw māː/
들다 가다
들어와
- ออก ไป!

ok pai
/ʔɔ̀ːk pāj/
나가다 가다
나가!

### 명사
태국어의 명사는 어미 변화가 없고 성별 구분이 없으며 관사가 사용되지 않는다. 명사 단어는 그 자체로 단수, 복수, 한정적 또는 불확정적으로 해석될 수 있다. 일부 특정 명사는 집합체를 표기하기 위해 중복해서 사용된다 เด็ก ( 덱 dek, '아이')는 종종 เด็ก ๆ (덱 덱, 아이들) 로 써서 어린이 집단을 지칭한다. พวก (푸악 phuak, /pʰûa̯k/ )는 명사의 접두사로 사용되거나, 대명사의 집합체로 사용되어 뒤에 오는 단어를 복수형으로 만들거나 강조할 수 있다. ( พวกผม, 푸악 폼 phuak phom, /pʰûa̯k pʰǒm/, '우리(남성형)'; พวกเรา 푸악 라오 phuak rao, /pʰûa̯k rāw/, '우리'를 강조; พวกหมา 푸악 마 phuak ma, '(그) 개들'). 복수형은 수분류사(ลักษณนาม )로 사용되는 분류사를 추가하여 명사-숫자-분류사 형태로 표현된다. 태국어에서는 거의 항상 분류사가 사용된다("의자 네 개", "맥주 두 병").
태국어에서 소유격은 명사나 대명사 앞에 ของ ( khong 커엉 )를 붙여 표시하나 사람에 대한 소유격인 경우 생략 가능하다.

#### 명사구
태국어의 명사구는 특정한 분류사를 사용하는 경우가 있다. 위에서 언급했듯이 이러한 분류사는 수사를 포함하는 명사구에서는 필수적이다.
- ผู้หญิง สอง คน

phuying song khon
/pʰûː.jǐŋ sɔ̌ːŋ kʰōn/
여성 둘 사람
여성 두 명
다른 숫자와 달리 หนึ่ง ('하나')은 숫자 혹은 분류사의 위치에 쓸 수 있는데 이때 의미는 약간 다르다. (갯수 혹은 부정관사 형태, 명사 앞의 '한' 과 유사함)
- แก้ว หนึ่ง ใบ

kaew neung bai
/kɛ̂ːw nɯ̀ŋ bāj/
글래스 하나 잔(분류사)
유리잔 한 잔 (양)
- แก้ว ใบ หนึ่ง

kaew bai neung
/kɛ̂ːw bāj nɯ̀ŋ/
글래스 잔(분류사) 하나
유리잔 (지칭)
위의 예에서 คน (khon 콘)은 명사구에서 분류사 역할을 띄며 명사-수사-분류사의 형태를 따른다. 분류사는 또한 ทุก('모두'), บาง ('일부') 와 같은 양화사를 사용하여 양화 명사구를 형성할 수 있다. 아래 예는 คน khon을 사용한 예인데, 사람에 대해서 사용된다.
- {นักเรียน} ทุก คน

{nak rian} thuk khon
/nák rīa̯n tʰúk kʰōn/
학생 모두 (분류사)
모든 학생
- ครู บาง คน

khru bang khon
/kʰrūː bāːŋ kʰōn/
교사 일부 (분류사)
일부 교사
0보다 작은 값의 분류자는 없고, 이 경우는 ไม่มี (마이 미 mai mi, /mâj mīː/ )+명사 패턴으로 표현한다.

### 지시사
태국어의 지시칭/지시대명사는 근칭 นี่ (ni 니-, /nîː/ ; '이-, 이것'), 중칭 นั่น (nan 난, /nân/ ; '그-, 그것'), 원칭 โน่น (non 노온, /nôːn/ ; '저-, 저것')이 있는데, 원칭은 사용빈도가 드물다.
- นี่ คือ โต๊ะ ใหม่

ni kheu to mai
/nîː kʰɯ̄ː tóʔ màj/
근칭 지시사 이다 책상 새
이것은 새 책상이다
- วาง ถ้วย บน นั้น

wang thuai bon nan
/wāːŋ tʰûa̯j bōn nán/
올려놓다 컵 위 중칭 지시사
컵을 거기에 올려놓아라
ไหน (나이 nai, /nǎj/ )는 의문칭/의문대명사의 표현이다.
- แมว ตัว ไหน

maew tua nai
/mɛ̄ːw tūa̯ nǎj/
고양이 분류사 의문칭
어느 고양이?
- จอด ที่ ไหน

joat thi nai
/t͡ɕɔ̀ːt tʰîː nǎj/
주차하다 전치사 의문칭
어디에 주차해요?
- พัก ตอน ไหน

phak toan nai
/pʰák tɔ̄ːn nǎj/
쉬다 부터 의문칭
언제 쉽니까?
지시사가 들어갈 경우 구문의 형태는 명사-분류사-지시사 패턴으로 지시사가 뒤에 온다. 예를 들어, 명사구 "이 개"는 태국어로 หมาตัวนี้ 로 표현된다. ('개 (분류자) 이것')

### 대명사
태국어의 주격 대명사는 종종 생략되며, 대명사 대신 별명으로 표기하기도 한다. (자세한 내용은 태국 이름#별명을 참조) 대명사가 사용될 경우 경칭에 따라 순위가 매겨지며 친족 관계와 사회적 지위에 따라 T-V 구분을 만들 수도 있다. 왕족과 불교 승려에 대해서는 특수한 대명사가 사용된다. 일상 대화에서 사용되는 대명사의 예는 다음과 같다.
| 단어   | RTGS       | IPA               | 뜻                                                                    |
| ------ | ---------- | ----------------- | --------------------------------------------------------------------- |
| ข้าพเจ้า | khaphachao | /kʰâː.pʰáʔ.tɕâːw/ | 나,저 (공식적)                                                        |
| กระผม  | kraphom    | /kràʔ.pʰǒm/       | 나,저 (남성, 공식적)                                                  |
| ผม     | phom       | /pʰǒm/            | 나,저 (남성, 일상적)                                                  |
| ดิฉัน    | dichan     | /dìʔ.tɕʰǎn/       | 나,저 (여성, 공식적)                                                  |
| ฉัน     | chan       | /tɕʰǎn/           | 나,저 (주로 여성이 사용, 일상적) [tɕʰán]으로도 발음                   |
| ข้า     | kha        | /kʰâː/            | 나,저 (윗사람이 아랫사람에게 또는 친근하게, 비격식)                   |
| กู      | ku         | /kūː/             | 나 (저속, 무례함)                                                     |
| หนู     | nu         | /nǔː/             | 나 (여성이 손윗사람에게, 비격식적)                                    |
| เรา    | rao        | /rāw/             | 우리,저희 (일상적), 나,저 (비격식), 너 (나이든 사람이 손아랫사람에게) |
| คุณ     | khun       | /kʰūn/            | 너 (일상적)                                                           |
| ท่าน    | than       | /tʰâːn/           | 당신 (존칭, 격식) [tʰân]으로 발음                                     |
| แก     | kae        | /kɛ̄ː/             | 너 (비격식, 친근함)                                                   |
| เอ็ง    | eng        | /ʔēŋ/             | 당신 (윗사람이 아랫사람에게, 혹은 친근하게, 비격식)                   |
| เธอ    | thoe       | /tʰɤ̄ː/            | 너 (비격식), 그녀 (비격식)                                            |
| มึง     | mueng      | /mɯ̄ŋ/             | 너 (저속, 무례)                                                       |
| พี่      | phi        | /pʰîː/            | 형, 누나(혹은 손위의 군중, 일상)                                      |
| น้อง    | nong       | /nɔ́ːŋ/            | 동생(혹은 손아래의 군중, 일상)                                        |
| เขา    | khao       | /kʰǎw/            | 그 (일상) [kʰáw]로 발음.                                              |
| มัน     | man        | /mān/             | 그것, 그자(사람에 대해 쓸 경우 공격적)                                |

재귀 대명사는 ตัวเอง (tua eng 투아 엥 ), 즉 나 자신, 네 자신, 우리 자신, 그 자신, 그들 자신을 의미하며, 다른 대명사와 혼합되어 집중 대명사를 만들 수 있다(예: ตัวผมเอง (투아 폼 엥, 나 자신) 또는 ตัวคุณเอง (tua khun eng 투아 쿤 엥, 문자 그대로: 당신 자신)).
태국어에는 영어의 mine/yours 같은 별도의 소유대명사는 없고, 소유의 표현은 수식사 ของ(khong)으로 표시하며 (예: แม่ของผม (mae khong phom 매 콩 폼, '나(남성)의 어머니'), 소유 수식사는 종종 생략되므로 แม่ผม (mae phom 매 폼 )으로 축약된다. 복수대명사는 대명사 앞에 พวก( phuak ) 단어를 추가해서 (예: พวกเขา ( phuak khao ) 그들(พวกเธอ ( phuak thoe )) 혹은 '당신'의 복수형을 의미한다. 유일한 예외는 เรา( rao )는 단수(비공식) 또는 복수로, 혹은 พวกเรา (phuak rao)형태로도 사용될 수 있다.
위에 나열된 것 외에도 많은 대명사가 있다. 그 사용법에는 미묘한 차이가 많이 있다. 예를 들어:
- " ผม เรา ฉัน ดิฉัน หนู กู ข้า กระผม ข้าพเจ้า กระหม่อม อาตมา กัน ข้าน้อย ข้าพระพุทธเจ้า อั๊ว เขา " 는 모두 "나"로 번역되지만, 각각 화자와 청자 사이의 다른 성별, 나이, 공손함, 지위 또는 관계를 표현한다.
- เรา (라오 rao )는 맥락에 따라 1인칭(나), 2인칭(당신), 또는 1인칭 복수(우리)가 될 수 있다.
- 어린이 또는 어린 여성은 หนู ( nu ) 를 사용할 수 있다. 나이든 사람과 대화할 때. หนู 는 1인칭(나) 혹은 2인칭(너)의 의미로 쓸 수 있다.
  - หนู 의 원래의미는 '쥐, 생쥐'를 의미하나 일반적으로 작은 생물을 가리키는데 쓴다.
- 2인칭 대명사 เธอ (터 thoe ) 화자 혹은 청자, 또는 둘 다 여성일 때만 사용되며 남성은 일반적으로 서로를 이 대명사로 부르지 않는다.
- คุณ (쿤 khun ) 과 เธอ (터 thoe )는 각각 정중한 2인칭 대명사이나 คุณเธอ ( khun thoe )로 쓰면 여성을 폄하하는 3인칭 표현이다.
- คุณ 과 같은 2인칭 대명사 대신에, 면식이 없는 낯선 사람들이 서로를 พี่ น้อง ลุง ป้า น้า อา ตา로 부르는 것이 일반적이며,  ยาย 는 형제, 자매, 이모, 삼촌, 할머니에 사용된다.
- 직업 용어가 경의를 표하는 2인칭 대명사로 사용되기도 한다. 태국에서는 학생들이 교사에 대해 항상 ครู, คุณครู 또는 อาจารย์ (각각 '선생님'을 의미함)으로 호칭한다. 교사, 승려, 의사는 거의 항상 이런 식으로 불린다.

### 수식사
태국어의 수식사는 종종 문장 끝에 붙어 존경, 요청, 격려 또는 기타 분위기(영어의 억양 사용과 유사)를 나타내거나 공식성의 수준을 다양하게 변경하는 데 사용되는 번역 불가능한 단어이다. 서면에서는 사용되지 않는다. 존경을 나타내는 가장 일반적인 조사로 ครับ (크랍 khrap, /kʰráp/ (상성) 말하는 사람이 남자일 때, ค่ะ (카 kha, /kʰâʔ/ 말하는 사람이 여성일 경우)가 있다. 질문이나 요청에 사용되는 ค่ะ (낮은 톤, 하성)이 คะ(상성)로 변경된다.
그 외에 다음과 같은 수식사가 있다.
| 단어           | RTGS | IPA                        | 의미                                                                    |
| -------------- | ---- | -------------------------- | ----------------------------------------------------------------------- |
| จ้ะ, จ้า 또는 จ๋า | cha  | /tɕâʔ/, /tɕâː/ 또는 /tɕǎː/ | 강조. 친구나 자신보다 어린 사람에게 말할 때 덜 공식적인 맥락에서 사용됨 |
| ละ 또는 ล่ะ     | la   | /láʔ/ 또는 /lâʔ/           | 강조                                                                    |
| สิ 또는 ซิ       | si   | /sìʔ/ 또는 /síʔ/           | 강조나 명령. 누군가에게 무언가를 하라고 명령하는 것처럼 들릴 수 있음    |
| นะ 또는 น่ะ     | na   | /náʔ/ 또는 /nâʔ/           | 부드럽게 하기; 요청을 나타내거나 문장을 더 친근하게 들리게 함.          |

## 문자
태국어는 왼쪽에서 오른쪽으로 쓰는 아부기다 방식의 태국 문자로 표기된다. 태국어와 태국 문자는 라오스어와 라오 문자와 밀접하게 관련되어 있다. 대부분의 라오스어를 읽을 줄 아는 사람들은 태국어를 읽고 이해할 수 있으며, 이는 태국어의 어휘, 문법, 억양, 모음 등이 절반 이상 라오스어와 공통적이기 때문이다.
태국인들은 크메르 문자를 차용하여 수정한 뒤 자신들만의 문자 체계를 만들었다. 태국 문자에서는 발음을 대체로 추론할 수 있지만, 정서법은 복잡하여 원래의 철자를 보존하기 위해 묵음 문자가 포함되며, 동일한 소리를 나타내는 여러 글자가 존재한다. 크메르어로 된 가장 오래된 비문은 서기 611년에 기록된 반면, 태국 문자로 된 비문은 약 1292년경부터 나타나기 시작했다. 태국 문자 체계의 주요 특징은 다음과 같다.
- 아부기다 방식의 문자 체계로, 음절에 종성 자음이 없는 경우 기본 모음은 짧은 /a/이며, 종성 자음이 있는 경우 기본 모음은 짧은 /o/로 간주된다.
- 성조 표기이 있는 경우, 음절의 초성 자음 위에 배치된다.
- 초성 자음 뒤에 오는 모음은 자음 앞, 뒤, 위 또는 아래에 위치할 수 있으며, 때로는 이러한 위치를 조합하여 나타나기도 한다.
- 대소문자의 구별은 없으며 띄어쓰기는 사용하지 않는다.

### 로마자 표기
태국어를 로마자으로 표기하는 방법은 보편적으로 적용되는 방식이 없다. 예를 들어, 주요 공항의 이름은 Suvarnabhumi, Suwannaphum, 또는 Suwunnapoom으로 다양하게 표기된다. 여행 안내서, 교재, 사전 등은 서로 다른 시스템을 따르며, 이로 인해 많은 언어 강좌에서는 학습자가 태국 문자를 익히는 것을 권장한다.
공식적인 표기의 표준으로는 태국 왕립 연구소가 발표한 왕립태국일반표기체계(RTGS)와 국제 표준화 기구(ISO)가 정의한 ISO 11940-2가 있다. RTGS 시스템은 특히 태국의 중앙 및 지방 정부에서 도로 표지판 등에 점점 더 많이 사용되고 있다. 그러나 이 시스템의 주요 단점은 음조나 모음 길이를 표시하지 않는다는 점이다. 또한 이 시스템은 철자 기반이 아닌 발음 기반이기 때문에 RTGS 표기에서 원 태국어 철자를 복원하는 것은 불가능하다.
한편 공식적인 국가 표준이나 학술 단체에서 제정한 것은 아니나, Paiboon Publishing이라는 출판사에서 자체 개발한 Paiboon 표기법이 있다. 이 출판사는 태국어 및 동남아시아 언어 학습 자료를 주로 출간하는 곳으로, 창립자이자 대표인 Benjawan Poomsan Becker가 태국어 학습자, 특히 영어권 사용자가 태국어 발음을 쉽게 익힐 수 있도록 하기 위해 이 표기식을 개발하였다. 1990년대 후반~2000년대 초 Paiboon Publishing의 태국어 교재와 사전에서 본격적으로 사용되기 시작했다. 이 표기법은 IPA를 일부 차용하여 성조 등이 반영된 실제 발음에 가깝게 표기한다.
- 영어 위키낱말사전의 태국어 로마자 표기 규칙

### 음역
ISO는 2005년 9월에 태국어를 로마자로 음역하기 위한 국제 표준(ISO 11940)을 발표했다. 이 표준은 라틴 문자에 발음 구별 기호를 추가하여 로마자표기에서 태국어표기로 변환할 수 있게 하며, 진정한 음역 체계를 형성한다. 특히 이 시스템은 Google 번역에서 사용되지만, 교재나 기타 교육 자료에서는 널리 사용되지 않는 것으로 보인다.

## 경어법
중앙 태국어는 다양한 사회적 맥락에 따라 사용되는 여러 가지 뚜렷한 어법이 존재한다. 주요 어법으로는 다음과 같은 것이 있다.
- 일상 태국어(ภาษาพูด 파사 풋[*]): 가족, 친척이나 친구 사이에서 사용하는 비공식적이고 정중한 표현이 없는 대화 방식이다.
- 격식 태국어(ภาษาเขียน 파사 키안[*]): 공식적이고 문서화된 형태로, 정중한 호칭을 포함하며 신문에서는 간소화된 형태로 사용된다.
- 수사 태국어: 연설이나 대중 앞에서 사용하는 언어이다.
- 종교 태국어: 산스크리트어와 팔리어의 영향을 많이 받은 형태로, 불교와 관련된 논의나 승려를 대할 때 사용된다.
- 왕실 태국어(ราชาศัพท์ 라차 삽[*]): 크메르어의 영향을 받은 형태로, 왕족을 지칭하거나 그들의 활동을 설명할 때 사용된다.

대부분의 태국인은 이러한 모든 언어적 맥락을 이해하고 사용할 수 있으며, 일상 태국어와 격식 태국어는 모든 대화의 기본이 된다. 수사, 종교, 왕실 태국어는 국가 교육 과정의 일부로 학교에서 가르쳐진다.
태국어의 이 어법은 각각 특정 용도로 사용된다. 예를 들어, ‘먹다’라는 단어도 상황에 따라 다르게 표현될 수 있다. 일반적으로는 กิน 킨[*]이나 แดก 택[*] 또는 ยัด 얏[*]은 속된 표현이고, บริโภค 보리폭[*], รับประทาน 랍프라타안[*]은 격식 있는 표현이다. 종교적 맥락에서는 ฉัน 찬[*](공양하다)을 사용하며, 왕실에서는 เสวย 사웨-이[*]((신, 왕족께서)드시다)를 사용한다.
이렇듯, 국왕과 불교가 국가의 중심인 태국에서는 언어상에도 이러한 사회상이 반영된 경어법이 발달되어 있다. 국왕 및 왕실에 대한 왕실 경어법, 승려에 대한 경어법은 주로 명사와 동사에서 특수한 형태의 어휘를 사용함으로써 실현된다.

## 같이 보기
- 태국어의 한글 표기